# Коняево (деревня, Вяткинское сельское поселение)
Коня́ево — деревня в Судогодском районе Владимирской области России, входит в состав Вяткинского сельского поселения.

## География
Деревня находится в 22 км к югу от Владимира и в 43 км к северо-западу от райцентра Судогды, примыкает к одноимённому посёлку. Через деревню проходит автодорога Владимир-Радужный. Деревня располагается на вершине высокого холма - первой клязьменской террасы. С восточной части деревни начинается овраг по которому протекает речка Содомовка, впадающая впоследствии в Клязьму. С западной части деревни также располагается овраг, в котором находятся пруды - Коняевский и Занинский. 

## История
Предположительное время возникновения деревни - конец XV, начало XVI веков. В оброчной ведомости на земли населенные и пустопорожние 1490 г. Митрополит Всея Руси Зосима жаловал в оброк заклязьменские  земли с двумя "Содомовскими деревнями" бортникам Андрейке и Ивашке Коняевым. По всей видимости деревня была основана кем-то из них, либо переняла в свое название их фамилию (Акты, относящиеся до юридического быта древней России в 3 Т., Т 2 /изд. Археологической комиссией под ред. члена комиссии Н. Калачева. – Спб: Типография Императорской академии наук, 1864.) Среди версий существует предположение, что Коняево, наряду с деревней Улыбышево, была одной из двух "Содомовых деревень", упоминаемых в Оброчной ведомости 1478 г.  В пользу этой версии говорит то, что в Жалованной грамоте 1522 года упоминается только одна "Содомова деревня" и впервые упоминается Коняево. Оставшаяся Содомова деревня наиболее вероятно переняла в своё название фамилию бортников Улыбышевых, которым земли жаловались в оброк и стала называться Улыбышево. 
В конце XIX — начале XX века деревня входила в состав Подольской волости Владимирского уезда. Местность, в которой находится деревня Коняево, а также близлежащие деревни (Гридино, Улыбышево, Верхняя и Нижняя Занинки и др.) именовалась Баглачево или Баглачи (Михайлов А. Баглачёво.Путь длиной 600 лет //Территория-радужный №8 (483) от 13.03.2023г.). . 
Практически все деревни, располагающиеся в Баглачево, относились к Борисо-Глебскому приходу, за исключением д. Коняево, которая была населена старообрядцами (Историко-статистическое описание церквей и приходов Владимирской епархии, 1893г.) 
В 1830 году по итогам 8 ревизии в Коняево  числилось  83 мужчины и 86 женщий, в 1850 году, по итогам 9 ревизии - 72 мужчины и 93 женщины, а в 1857 году - 70 мужчин и 92 женщины (всего 162 человека). Это был один из самых крупных населенных пунктов Подольской волости ( Статистический список населенных мест Владимирской губернии 1857г.)  В 1859 году в деревне числилось 32 двора, в 1905 году — 46 дворов, в 1926 году — 57 хозяйств и амбулатория. 
В конце XIX практически вся деревня сгорела и местные жители перенесли ее чуть западнее на вершину холма выше линии подтопления обрабатываемых земельных участков речкой Содомовской.  
С 1929 года деревня входила с состав Улыбышевского сельсовета Владимирского района, с 1965 года — в состав Судогодского района, с 2005 года — в составе Вяткинского сельского поселения.

## Достопримечательности
С южной части деревни располагается старое кладбище, на котором сохранились могильные плиты и памятники XIX века. Среди могил выделяется надгробие Е.Ф. Ковалева, основателя коняевской серповой фабрики. 

## Население
| 1859 | 1905 | 1926 | 2002 | 2010 | 2021 |
| ---- | ---- | ---- | ---- | ---- | ---- |
| 173  | ↗293 | ↘217 | ↘65  | ↗67  | ↘61  |